# Normattiva
Normattiva è un sito web dello Stato italiano in attività dal 19 marzo 2010, contenente le normazione della Repubblica Italiana.

## Istituzione
È stato creato in attuazione della Legge 23 dicembre 2000, n. 388, articolo 107, in materia di "Disposizioni per la formazione del bilancio annuale e pluriennale dello Stato (legge finanziaria 2001)." e del Decreto-legge 22 dicembre 2008, n. 200, in materia di "Misure urgenti in materia di semplificazione normativa.", emanati al fine di creare un servizio gratuito per la consultazione di tutta la normativa italiana.

## Contenuti
Il sito rende disponibile tutta la normativa italiana vigente dal 17 marzo 1861, data di fondazione del Regno d'Italia. Oltre ad aggiornare immediatamente la banca dati con le nuove norme pubblicate sulla Gazzetta Ufficiale della Repubblica Italiana, permette la consultazione in multivigenza, ovvero permette la consultazione di una norma in una qualsiasi data, quindi visualizzando l'atto nella sua forma precedente a eventuali modifiche avvenute successivamente alla data indicata.
Nel corso del 2020 è stato possibile realizzare la convergenza delle banche dati delle leggi regionali e provinciali, implementando il Motore Federato Regionale, un unico punto di accesso all'intero patrimonio legislativo regionale, aggiornato quotidianamente con le novità normative emanate dalle singole Regioni e Province autonome aderenti all'iniziativa.

## Cronologia
Il sito è stato aggiornato più volte negli anni:
- 19 marzo 2010, pubblicazione del sito[4]
- 8 maggio 2010, normativa disponibile dal 1970[5]
- 22 giugno 2010, normativa disponibile dal 1960[6]
- 28 settembre 2010, normativa disponibile dal 1946[7]
- 5 dicembre 2013, normativa disponibile dal 1944[8]
- 21 febbraio 2014, normativa disponibile dal 1942[9]
- 3 luglio 2014, normativa disponibile dal 1940[10]
- 18 luglio 2014, sezione con elenco dei principali codici[11]
- 25 settembre 2014, normativa disponibile dal 1938[12]
- 1º dicembre 2014, normativa disponibile dal 1933[13]
- 2 maggio 2018, normativa disponibile dal 1916[14]
- 2 agosto 2018, normativa disponibile dal 1861[15]